# Rhynchosia schimperi
Rhynchosia schimperi är en ärtväxtart som beskrevs av Pierre Edmond Boissier. Rhynchosia schimperi ingår i släktet Rhynchosia och familjen ärtväxter. Inga underarter finns listade i Catalogue of Life.